# Електронно-цифрова система управління двигуном
Електронно-цифрова система управління двигуном (ЕСКД) з повною відповідальністю (англ. Full Authority Digital Engine Control system, FADEC) — система автоматизованого керування параметрами вприскування палива, повітря і запалювання в роботі авіадвигуна для підтримки оптимальних характеристик роботи авіадвигуна з мінімальною витратою палива.
Як приклад можна навести ЕСУД двигуна ПС-90, який встановлюється на літаки Іл-96 і Ту-204; комплексний електронний регулятор КРД-96 для двигуна 96ФП, який встановлюється на Су-30МКІ або Су-30МКМ; КРД-99Ц для двигунів типу АЛ-31Ф на Су-27, Су-30 різних модифікацій; ЕСУД двигуна CFM-56-5, який використовується у сімействі літаків Airbus-320.
ЕСУД складається з двоканального електронного керуючого модуля (ECU), гідромеханічного модуля (HMU) і виділених сенсорів.
ECU отримує сигнали частоти обертання ротора двигуна, сигнали про тиск і температуру всередині двигуна. Ці сигнали разом з сигналами від літакової системи управління двигуном використовуються для відстеження і вироблення керуючих сигналів для змонтованих на двигуні механізмів, забезпечуючи:
- Роботу автомата тяги і управління тягою двигуна.
- Управління витратою палива.
- Автоматичний і ручний запуск двигуна.
- Підтримка малого газу.
- Управління часом приємистості і скидання газу.
- Управління потоком повітря в компресорі (за рахунок поворотних лопаток статора і клапанів перепуску повітря).
- Активне керування зазором між ротором і статором кожної з турбін (високого тиску та низького тиску) двигуна.
- Управління системою охолодження масла (паливо-масляним радіатором зі скиданням палива в криловий бак) електричного генератора з вбудованим приводом (IDG).
- Управління системою реверсу тяги.

Електронний модуль також забезпечує захист від перевищення найбільших допустимих частот обертання вентилятора, турбокомпресора і від помпажу двигуна.
Сигнали про головні параметри роботи двигуна виробляються цим же модулем і пересилаються засобами відображення на дисплеї в кабіні пілотів.
ЕСУД забезпечується живленням від виділеного генератора змінного струму (зі збудженням від постійного магніту), розташованого на коробці приводів двигуна. Також можливе живлення від літакової мережі постійного струму напругою 28 Вольт у випадках, коли живлення від виділеного генератора недоступне для запуску двигуна і як запасне живлення для перевірок двигуна без запуску.